# Sebastián Fernández de Medrano
Pour les articles homonymes, voir Medrano.
Sebastián Fernández de Medrano (1646-1705) est un mathématicien et ingénieur militaire espagnol du XVIIe siècle.

## Biographie
Sebastián Fernández de Mora, plus connu comme Sebastián Fernández de Medrano, est né à Mora de Toledo (Espagne) en 1646.
Il a été général de bataille de l’armée des Pays-Bas (1694) et le directeur de l’Académie militaire de mathématique et de fortification de Bruxelles entre 1675 et 1705.
Il est mort le 18 février 1705, à Bruxelles.
On a de lui un ouvrage en français, l’ingénieur pratique ou l’architecture militaire et moderne, traduit de l’espagnol en 1696, puis en 1709. (en ligne sur le site "Architectura" du CESR, http://architectura.cesr.univ-tours.fr/Traite/Auteur/Medrano.asp?param= )